# الحق في محاكمة عادلة

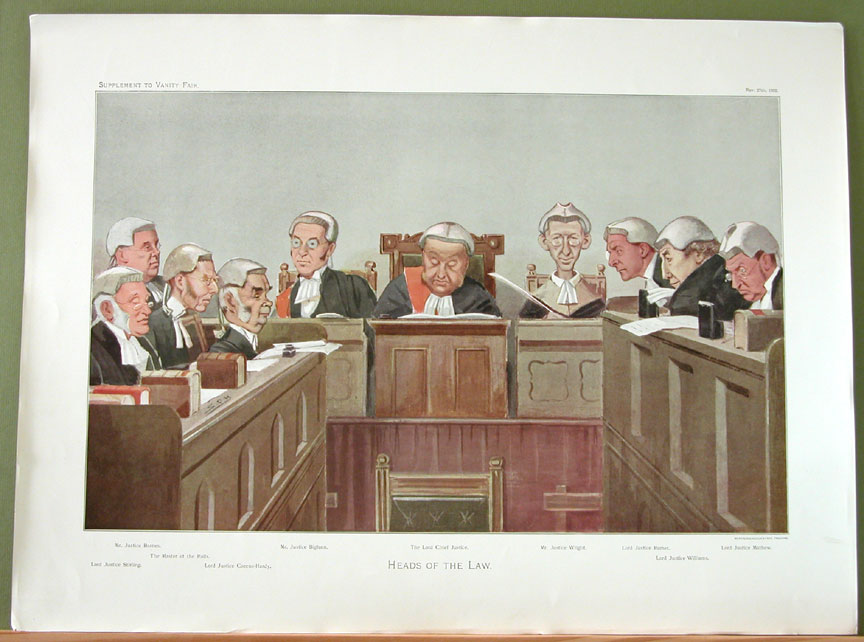
كاريكاتير: "رؤساء القانون": اللورد ستيرلينج، السيد القاضي بارنز، رئيس المحكمة العليا، اللورد كوسينز هاردي، السيد القاضي بيغهام، اللورد رئيس المحكمة العليا، السيد القاضي رايت، اللورد جاستس رومر، اللورد جاستس ويليامز، اللورد جاستس ماثيو.

الحق في محاكمة عادلة هو أحد أبسط الحقوق في الدول التي تحترم سيادة القانون. إن المحاكمة التي يتبين أنها غير عادلة في تلك الدول سيكون مصيرها إعادة المحاكمة أو إلغاء الحكم الصادر.
يظهر مفهوم الحق في محاكمة عادلة في الكثير من دساتير وقوانين الدول الديمقراطية كما ينص عنه الإعلان العالمي لحقوق الإنسان الذي أقرته الأمم المتحدة في المادة 10 تحت نص «لكل إنسان الحق، على قدم المساواة التامة مع الآخرين، في أن تنظر قضيته أمام محكمة مستقلة نزيهة نظراً عادلاً علنياً للفصل في حقوقه والتزاماته وأية تهمة جنائية توجه إليه.».

## التعريف الوارد في القانون الدولي لحقوق الإنسان
تظهر أهمية الحق في محاكمة عادلة في العديد من الإعلانات التي تمثل القانون الدولي العرفي، مثل الإعلان العالمي لحقوق الإنسان. رغم أن الإعلان العالمي لحقوق الإنسان يكرس بعض حقوق المحاكمة العادلة، مثل افتراض البراءة إلى أن تثبت إدانة المتهم، إلا أن المواد رقم 6 و7 و8 و11، مع ورود النص الأساسي في المادة رقم 10 التي تنص على: «لكل إنسان، على قدم المساواة التامة مع الآخرين، الحق في أن تَنظر قضيتَه محكمةٌ مستقلة ومحايدة، نظرًا منصفًا وعلنيًا، للفصل في حقوقه والتزاماته وفى أية تهمة جزائية تُوجه إليه».

وبعد بضع سنوات من اعتماد الإعلان العالمي لحقوق الإنسان، تم تعريف الحق في محاكمة عادلة مع مزيد من التفصيل ضمن العهد الدولي الخاص بالحقوق المدنية والسياسية. والحق في محاكمة عادلة محمي بموجب المادتين 14 و16 العهد الدولي الخاص بالحقوق المدنية والسياسية، وهو ملزم في القانون الدولي للدول الأطراف. وتنص المادة 14 (1) على الحق الأساسي في محاكمة عادلة، وتنص المادة 14 (2) على افتراض براءة المتهم، وتنص المادة 14 (3) على قائمة بالحد الأدنى من حقوق المحاكمة العادلة خلال الإجراءات الجنائية. تنص المادة 14 (5) على حق الشخص المدان في أن تعيد المحكمة العليا النظر في الإدانة أو العقوبة خاصته، وتحظر المادة 14 (7) الخطر المزدوج (المحاكمة عن نفس الجرم مرتين).
«الناس جميعًا سواء أمام المحاكم والهيئات القضائية. من حق كل فرد، لدى الفصل في أية تهمة جزائية توجه إليه أو في حقوقه والتزاماته في أية دعوى مدنية، أن تكون قضيته محل نظر منصف وعلني من قبل محكمة مختصة مستقلة حيادية، أنشئت بموجب القانون. يجوز منع الصحافة والجمهور من حضور المحاكمة كلها أو بعضها لدواعي الآداب العامة أو النظام العام أو الأمن القومي في مجتمع ديمقراطي، أو لمقتضيات حرمة الحياة الخاصة لأطراف الدعوى، أو في أدنى الحدود التي تراها المحكمة ضرورية حين يكون من شأن العلنية في بعض الظروف الاستثنائية أن تخل بمصلحة العدالة، إلا أن أي حكم في قضية جزائية أو دعوى مدنية يجب أن يصدر بصورة علنية، إلا إذا كان الأمر متصلًا بأحداث تقتضي مصلحتهم خلاف ذلك أو كانت الدعوى تتناول خلافات بين زوجين أو تتعلق بالوصاية على أطفال».

## اتفاقيات جنيف
تقتضي اتفاقيات جنيف وبروتوكولاتها الإضافية حصول أي أسرى حرب يواجهون إجراءات قضائية على محاكمة عادلة. مثلًا، تنص المواد 102-108 من اتفاقية جنيف الثالثة لعام 1949 على شروط تتعلق بنزاهة المحاكمات ضد أسرى الحرب. تقتضي أحكام أخرى «محاكمة عادلة ونظامية»؛ «وضمانات محاكمة ودفاع ملائمين»؛ «محكمة محايدة مشكلة بصفة منتظمة تحترم المبادئ المعترف بها عمومًا للإجراءات القضائية الطبيعية»؛ «ومحكمة تقدم الضمانات الأساسية للاستقلالية والنزاهة».

## العلاقة مع حقوق أخرى
في بعض الأحيان، يعتبر الحق في المساواة أمام القانون جزءًا من الحق في محاكمة عادلة. هذا الحق مكفول عادة بموجب مادة مستقلة في وثائق حقوق الإنسان الدولية. يخول هذا الحق الاعتراف بالأفراد بوصفهم ذوات فاعلين في القانون وليسوا مجرد خطة قلم، لا يسمح القانون الدولي لحقوق الإنسان بأي انتقاص أو استثناء من هذا الحق من حقوق الإنسان. يتصل على نحو وثيق بالحق في محاكمة عادلة القانون بأثر رجعي، أو قانون الأثر الرجعي، المكرس في وثيقة حقوق الإنسان بمعزل عن الحق في محاكمة عادلة ولا يمكن أن تحده الدول حسب الاتفاقية الأوروبية لحقوق الإنسان والاتفاقية الأمريكية لحقوق الإنسان. 